# Halálozással kapcsolatos szokások Felsőszölnökön
A halálozással kapcsolatos szokások Felsőszölnökön legtöbbször erősen elkülönültek a tájegység más területén kialakult szokásoktól. A zárt, vend közösség legtöbbjüket napjainkig megőrizte. A halottat a falu templomának lélekharangja jelzi, női elhunytnál kettőt üt, férfinál hármat.

## Szokások régen
A szokások szerint, a haldokló mellett összegyűlt az egész család. Amikor észrevették, hogy a távozni készülő lélegzetvétele egyre gyengül, akkor egy égő gyertyát adtak a kezébe, majd amikor a haldokló elhunyt, elfújták ezt a gyertyát.
A halottat a szomszédasszonyok, vagy a közeli rokonok mosdatták le. Az idősebb emberek általában már előre eldöntötték, melyik ruhájukban temessék őket, ha ez nem volt meghatározva, vagy hirtelen történt a haláleset, akkor a megboldogult legtöbbet hordott, számára legkedvesebb sötét ruháját adták a testre.
Az 1980-as évekig a halottas háznál ravatalozták fel a halottat, aki mellett két éjszakán át virrasztottak, az asztalra ilyenkor kitették a feszületet, a szenteltvíz-tartót, és két égő gyertyát. Az asszonyok a szobában imádkoztak, és szent énekeket énekeltek, míg a férfiak a konyhában kártyáztak.
A halott a temetésig maradt a házában, majd ekkor hat férfi vitte a koporsót a templomig, illetve a temető kapujáig, mindkét helyen imádkozva az eltávozott lelki üdvéért.

## Szokások ma
Az 1980-as évektől a ravatalozás a helyi temető melletti ravatalozóban történik, itt este 9 óráig tart a virrasztás, utána a halottat elzárják. A virrasztáson az előimádkozás két asszony feladata, a szertartáson a faluból általában minden családból megjelennek, kifejezve ezzel tiszteletüket az elhunyt felé. A virrasztáson vendül elmondják a Szent József-litániát, majd az esti imádságokat.
A temetésen a közeli szomszédokat, az elhunyt barátait kérik fel a koporsó hordására, a kereszt, a gyertyák, stb. tartására, illetve legújabban a temetkezési vállalat biztosítja ezeket a szolgáltatásokat is. A temetés előtt és közben vend bucsúztatót énekel a templomi asszonykórus, majd a ceremónia végeztével a rokonok és jóbarátok általában a temetőhöz legközelebbi kocsma különtermében tort tartanak az elhunyt tiszteletére. Itt borral, sörrel és ennivalóval kínálják a résztvevőket, akik megemlékeznek az elhalálozott életéről.